# José Molinuevo
José Luis Molineuvo Martín (* 22. Januar 1917 in Deusto; † 25. Dezember 2002 in Gijón) war ein spanischer Fußballspieler baskischer Abstammung auf der Position eines Torwarts, der nach seiner aktiven Laufbahn als Trainer tätig war.

## Leben

### Spieler
Molinuevo begann seine Laufbahn als Erwachsenenspieler in der Saison 1935/36 bei seinem Heimatverein Athletic Bilbao, der in derselben Spielzeit die spanische Fußballmeisterschaft gewann. Allerdings konnte Molinuevo zu diesem Erfolg nicht beitragen, weil er hinter dem Stammtorhüter Gregorio Blasco keine Chance auf Einsätze erhielt.
Aufgrund des bald ausbrechenden spanischen Bürgerkriegs wurde die heimische Meisterschaft unterbrochen und die dürftigen Quellen verraten nicht, ob und ggfs. wo Molinuevo seine sportliche Laufbahn fortgesetzt hat. Definitiv stand er in den 1940er-Jahren bei mindestens drei französischen Vereinen unter Vertrag, bevor er 1947 zu Athletic Bilbao zurückkehrte, in dessen Reihen er seine aktive Laufbahn 1950 beendete und im selben Jahr noch den spanischen Pokalwettbewerb gewinnen konnte. Fünf Jahre zuvor gehörte er zur Siegermannschaft des RC Paris, die durch einen 3:0-Finalsieg gegen Olympique Lille den französischen Pokalwettbewerb der Saison 1944/45 gewann.

### Trainer
Seine erste Trainerstation war beim CD Baskonia. Anschließend trainierte Molinuevo die erste Mannschaft des CD Ourense, bevor er 1962 zu Sporting Gijón kam, die zu jener Zeit in der Segunda División spielten. Ein weiterer namhafter Verein, den er – ebenfalls in der zweiten Liga – trainierte, war kurzzeitig Real Valladolid. Seine letzte Trainerstation war beim CD Ensidesa.

## Erfolge
- Spanischer Meister: 1936
- Spanischer Pokalsieger: 1950
- Französischer Pokalsieger: 1945